# Struttura pecilitica
La tessitura pecilitica o struttura pecilitica è il termine con cui ci si riferisce alla tessitura di quelle rocce ignee costituite da cristalli che contengono granuli di altri minerali al loro interno. Nelle rocce pecilitiche i granuli sono solitamente fenocristalli. La struttura pecilitica è osservabile più facilmente nelle sezioni sottili.
I cristalli che ne inglobano altri sono detti oicocristalli, quelli che vengono inglobati sono detti cadacristalli.
Alcuni tipi di rocce presentano una scarsa tendenza a contenere minerali che ne inglobano altri, soprattutto i gabbri, le apliti ed i graniti. In questo caso i grani di minerale sono disposti adiacenti uno all'altro e le facce degli ultimi ad essersi solidificati si adattano ai profili cristallini generalmente più regolari dei primi ad esseri solidificati.
Nel caso in cui i cristalli idiomorfi più piccoli che si sono formati per primi sono distribuiti in maniera irregolare all'interno di cristalli più grandi e meno regolari che si sono formati più tardi, la tessitura si dice pecilitica.
Un peciloblasto è un cristallo più grande che contiene cristalli più piccoli di altri minerali. I peciloblasti sono una tessitura delle rocce metamorfiche.
La tessitura pecilitica descrive l'occorrenza di un minerale che è distribuito irregolarmente sotto forma di cristalli a orientamento variabile in un cristallo ospitante molto più grande di un altro minerale.

## Genesi
Esistono due teorie non mutuamente esclusive che spiegano la formazione di questa tessitura in una roccia.
Una prima teoria ipotizza che la tessitura pecilitica si forma nel caso in cui la cristallizzazione dei cadacristalli avvenga prima di quella degli oicocristalli.
Una seconda teoria spiega il formarsi della tessitura pecilitica con la diversa velocità di nucleazione e di accrescimento dei minerali, i cadacristalli presentano un'alta velocità di nucleazione ed una bassa velocità di accrescimento, viceversa gli oicocristalli.

## Tessitura ofitica
Una variante della tessitura pecilitica, conosciuta come tessitura ofitica è una caratteristica di molti diabasi nei quali grandi cristalli xenomorfi o ipidiomorfi di augite racchiudono più piccoli prismi idiomorfi di feldspato plagioclasio. La biotite e l'orneblenda possono racchiudere feldspato ofiticalmente; meno comunemente, accade con gli ossidi di ferro e la titanite. Nelle peridotiti la tessitura "lustre-motted" deriva dal pirosseno o dall'orneblenda che racchiudono nella stessa maniera l'olivina. In questi casi non esistono relazioni cristallografiche tra i due minerali (quello inglobante e quello inglobato).